# Áine
Áine és una deessa del cel en la mitologia cèltica i la reina de les fades irlandesa. Com a deïtat, viatja per l'espai i és filla del déu del mar Manannán mac Lir. És una deessa de la fertilitat en honor de la qual se celebrava la festa de la nit d'estiu, que després es transformaria en la festa de Sant Joan. També se li atribueixen altres dons, com l'amor pur, la fortuna o la màgia, perquè es tracta d'una deïtat associada a la Lluna.

## Naturalesa i funcions
Segons altres, el seu nom complet és «Aine na gClair» i el seu territori correspon a l'est del Comtat de Munster i Cnoc Aine hauria estat nomenat en honor seu. També discrepen en el seu parentiu, posant Donn d'Uisneach com el seu avi i el druida Eogabail com el seu pare.
Ella és la deessa de la fertilitat que va ser violada per Ailill Aulom, de qui prendria venjança i en tallaria les orelles. Amb la pèrdua de la seva orella, ell mai més podria tenir la prefectura de Munster (la qual cosa la va portar a ser associada també amb la sobirania), amb ira la va assassinar amb l'espasa. Va ser sepultada a Cnoc Aine, proper al llac Guirr.

## Altres relacions
De vegades és confosa amb Morrigan o amb Dana.
Segons la llegenda dels reis de Munster, aquests en descendeixen.
"Aynia", la fada més poderosa de l'Ulster segons la tradició, pot ser una variant de la deessa.